# تيزخراب (أرومية)
تيزخراب هي قرية في مقاطعة أرومية، إيران. يقدر عدد سكانها بـ 244 نسمة بحسب إحصاء 2016.